# Рявица
Рявица (на словенски: Rjavica) е село в Словения, Савински регион, община Рогашка Слатина. Според Националната статистическа служба на Република Словения през 2002 г. селото има 156 жители.